# دانیلو سیرینو دی اولیویرا
دانیلو سیرینو دی اولیویرا (به پرتغالی: Danilo Cirino de Oliveira) مهاجم اهل برزیل است که در شهر سوروکابا و در تاریخ ۱۱ نوامبر ۱۹۸۶ به دنیا آمده‌است.
دانیلو سیرینو دی اولیویرا در تیم‌های فوتبال Guaçuano (SP) سابقهٔ حضور دارد.